# Slim Jim Phantom
Slim Jim Phantom, de son vrai nom James McDonnell (né le 21 mars 1961 à New York, dans le quartier de Brooklyn, États-Unis) est un musicien (percussionniste) américain.
À l'âge de dix ans, Slim Jim Phantom commence à apprendre à jouer de la batterie. Jim prend des leçons pendant cinq ans pour se perfectionner. Il étudie également le jazz sous la conduite de Mousey Alexander, et en se plongeant dans les livres de Jim Chapin et Ted Reed.
À la fin des années 1970, il rejoint Brian Setzer pour devenir le batteur du groupe de rockabilly The Stray Cats.
En 2006, il forme le groupe The Head Cat avec Lemmy Kilmister (Motörhead) et le guitariste Danny B. Harvey (Lonesome Spurs). Le nom provient de la combinaison des deux groupes : Motörhead et Stray Cats.
En 2006 sort leur premier album intitulé Fool's Paradise, qui inclut des reprises d'artistes tels que Buddy Holly, Carl Perkins, Jimmy Reed, T-Bone Walker, Lloyd Price, Elvis Presley et Johnny Cash. Un dvd live filmé à Los Angeles, filme le groupe jouant 13 chansons de l'album, ainsi qu'une interview des membres.